# 赵松龄
赵松龄（1927年—），男，汉族，浙江东阳人，中国声学专家、物理教育家，曾任同济大学教授、博士生导师。

## 家庭
哥哥赵松庭为笛子演奏家。